# Tecumsehs konfederation
Tecumsehs konfederation var en grupp förbundna tillhörande Nordamerikas ursprungsbefolkningar i Mellanvästern vilka samlade kring de läror som förkunnades profeten Tenskwatawas läror. 

## Omfattning
Konfederationen väхte under flera år och kom att omfatta flera tusen vapenföra män. Shawneeledaren Tecumseh, profetens bror, framträdde som konfederationens politiske och militäre ledare omkring 1808. 

## Tecumsehs krig
Tecumsehs krig bröt ut när amerikanska trupper under William Henry Harrison anföll konfederationen 1811. Detta krig övergick sedan i 1812 års krig. När Tecumseh stupade 1813 föll konfederationen samman, men dess, profetens och Tecumsehs inflytande sträckte sig ända till creekerna och var en drivande kraft bakom creekkrigets utbrott.